# بورس اوراق بهادار فلسطین
بورس اوراق بهادار فلسطین (عربی: سوق فلسطين للأوراق المالية) یا بورس اوراق بهادار نابلس، تنها بازار اوراق بهادار در فلسطین واقع در نابلس است. اولین جلسه معاملاتی در تاریخ ۱۸ فوریه ۱۹۹۷ برگزار شد و اولین بورس اوراق بهادار عرب بود که اجازه استفاده از فناوری و مکانیزم الکترونیکی برای اوراق بهادار را خرید. با وجود پیش شرط‌های خود، در رشد تعداد سهام شرکت‌های ذکر شده، تعداد جلسات و حجم معاملات، رشد پایدار را نشان داد. تنها از تعداد کمی از شرکت‌های ذکر شده در اوایل سال ۱۹۹۷، ثبت شدند در سال ۲۰۰۹ به ۳۸ شرکت افزایش یافته‌است.

## ابزارهای مالی
با وجودی که تکنولوژی فعلی در بازار قادر به انجام معاملات با بسیاری از ابزارهای مالی سرمایه‌گذاری نبود، بازار در حال حاضر تنها در سهام با برنامه‌های مداوم برای اجازه تجارت در سایر اوراق بهادار در آینده به تجارت می‌پردازد. سهام شرکت‌های ذکر شده در اغلب معاملات با دینار اردن فروخته می‌شود، در حالی که دیگران با دلار آمریکا معامله می‌شوند.

## شاخص قیمت سهام
شاخص قیمت سهام در بورس اوراق بهادار نابلس شاخص اورشلیم نامیده می‌شود.

## شرکت‌های کارگزاری در بازار
این بازار به عنوان اعضای خود ۹ شرکت کارگزاری را به تصویب رسانده‌است. این شرکت‌ها دارای دفاتر شعب در بسیاری از شهرهای فلسطین هستند.

## عملکرد بازار
بازار ثابت کرد که نه تنها انعطاف‌پذیر و قادر به برطرف کردن محدودیت‌های سیاسی، اجتماعی و اقتصادی که با آن مواجه است می‌باشد اما توانست در ردیف بازارهای بورس جهانی لحاظ عملکرد داشته باشد شاخص اورشلیم در سال ۲۰۰۵ با رکورد ۳۰۶ درصد ثبت شده‌است علاوه بر این، ارزش معاملات در سال ۲۰۰۵ به ۲٬۹۹۶ میلیارد دلار رسید.
این نشان دهنده بیش از دو برابر ارزش معاملات برای تمام سال‌های گذشته و از اولین دوره تجاری در سال ۱۹۹۷ تا پایان سال ۲۰۰۴،
ارزش بازار نیز به حدود ۴٫۵ میلیارد دلار افزایش یافت که بیشتر از ۷ برابر از ۱۰ کشور اروپایی عضو اتحادیه اروپا است.